# All Them Witches
All Them Witches è un gruppo rock statunitense originario di Nashville, in Tennessee. Il gruppo consta del batterista Robby Staebler, del vocalista nonché polistrumentista Charles Michael Parks Jr., del chitarrista Ben McLeod e del tastierista e polistrumentista Allan Van Cleave.
Il gruppo si costituì ufficialmente il 6 gennaio 2012, traendo ispirazione per il proprio nome da un libro di stregoneria intitolato, per l'appunto, All of Them Witches (lett. "Tutti loro streghe"), citato nel film Rosemary's Baby - Nastro rosso a New York del 1968.

## Storia del gruppo

### Formazione e progetti iniziali
Il batterista Robby Staebler si trovò costretto a vivere in auto e a vendere tutti i suoi averi per potersi trasferire da Portland a Nashville per suonare nella band di un suo conoscente. Tuttavia, egli si risolse poi ad abbandonare il progetto a causa di problemi interpersonali coi rimanenti membri del gruppo. Frattanto, Staebler aveva avuto modo di comporre una piccola raccolta di otto brani musicali e si era quindi messo alla ricerca di musicisti che potessero permettergli di dare forma a una sua idea di un nuovo gruppo musicale.
Staebler reclutò a tal fine il chitarrista Ben McLeod, convinto delle sue abilità dopo aver assistito a un'esibizione in un bar dove suonava con una chitarra con lo slide. Il duo appena costituito si cimentò nella composizione di musica jazz. Staebler si ritrovò poi a lavorare in un negozio hippy insieme a quello che sarebbe presto divenuto il bassista del gruppo: Charles Michael Parks Jr. Difatti, dopo aver ascoltato i brani composti dal duo, Parks si convinse a sua volta delle abilità di Staebler e McLeod e decise di unirsi alla band. Il gruppo, ormai diventato un trio, abbandonò il proprio genere iniziale per occuparsi di musica più marcatamente heavy.
Il loro primo extended play, dal titolo Our Mother Electricity (lett. "La nostra madre elettricità"), con quattro brani, fu autoprodotto e immesso in circolazione nel 2012. Gli All Them Withes furono anche il primo gruppo statunitense a siglare un contratto con la casa discografica tedesca Elektrohasch Schallplatten. Nel febbraio del 2013, il loro album di debutto, questa volta prodotto da Elektrohasch, fu nuovamente immesso in circolazione, con un nuovo mastering e nuovi disegni realizzati da Mat Bethancourt.
Nel corso del 2013, il gruppo pubblicò sulla propria pagina Bandcamp sia un extended play autoprodotto - Extra Pleasant, lett. "Stra-piacevole" - sia il proprio secondo album, sempre autoprodotto: Lighting at the Door (lett. "Illuminazione alla porta"). Un secondo album fu distribuito dalla Tone Tree Music. È del febbraio del 2015 un album autoprodotto con una raccolta ufficiale dei loro concerti dal vivo: At The Garage (lett. "Al garage").

### Dal 2015
Nell'estate del 2015, il gruppo siglò un contratto con la New West Records. Lo stesso anno, venne anche pubblicato il primo album con la casa produttrice, nonché terzo album in studio, Dying Surfer Meets His Maker (lett. "Un surfer moribondo va incontro al suo creatore"); l'album fu registrato in una baita tra le montagne del Tennessee, dove i membri s'isolarono appositamente per 6 giorni. Il nome dell'album richiamava il titolo di una canzone che doveva far parte di un progetto solista di McLeod, Woodspitter (lett. "Sputalegna"), ispirato a un incidente reale in cui il chitarrista aveva messo a repentaglio la propria vita mentre surfava.
Nell’arco del 2016, l’album Lightning at the Door, precedentemente autoprodotto, fu di nuovo pubblicato con la produzione della New West, seguito a settembre dall’album Live in Brussels che conteneva la registrazione del concerto tenuto dal gruppo a Bruxelles nel marzo 2016. A meno di 6 mesi di distanza, nel febbraio 2017, Dave Cobb, che in precedenza aveva lavorato con artisti del calibro di Sturgill Simpson e Chris Stapleton, produsse il loro quarto album in studio, Sleeping Through the War (lett. "Dormendo nel corso di una guerra"). Per la realizzazione dell'album prestarono le loro voci tre vocaliste di Nashville: Caitlin Rose, Erin Rae e Tristen.
A metà del 2018, il gruppo annunciò che Jonathan Draper avrebbe sostituito Allan Van Cleave alla tastiera, specificando in un’intervista rilasciata al Download Festival 2018 che si trattava di un cambio permanente, dato che il Van Cleave si era definitivamente risolto a lasciare il gruppo.
Un mese dopo l'uscita dell'album ATW, nel settembre 2018, Parks annunciò che il gruppo avrebbe continuato come trio, senza Draper. ATW fu prodotto dal chitarrista del gruppo, Ben McLeod, e mixato dal produttore Rob Schnapf; il risultato fu un album dotato di una musicalità più semplice e naturale rispetto ai precedenti. 
La prima uscita del nuovo trio fu il singolo 1X1, distribuito ad Halloween del 2019.
Seguì il sesto album in studio, Nothing as the Ideal, nel settembre 2020. A breve distanza dalla pubblicazione, a metà agosto, il gruppo pubblicò un video musicale per il brano The Marriage of Coyote Woman (lett. "Il matrimonio della donna coyote"). Staebler diresse il video che vedeva egli stesso come protagonista insieme con lo skater professionista Evan Smith. L’album fu registrato presso gli Abbey Road Studios nello Studio Two, già usato da artisti come i Beatles e i Pink Floyd. Nel corso di un’intervista, i componenti del gruppo rivelarono che, malgrado la loro preferenza per le sessioni improvvisate nei garage o per i concerti dal vivo rispetto alle registrazioni in studio, quella registrazione in quel luogo carico di storia li aveva messi subito a loro agio, e che quella si era rivelata l'esperienza migliore che avessero mai esperito in uno studio di registrazione. Della produzione si occupò Mikey Allred, lo stesso di Dying Surfer Meets His Maker.
Ad aprile del 2021, i componenti del gruppo annunciarono sui loro canali social che Van Cleave sarebbe nuovamente tornato a far parte del gruppo, riprendendo il suo ruolo precedente come tastierista. Nel gennaio 2022 pubblicarono una cover di Black Snake di John Lee Hooker. Il gruppo confermò che questa sarebbe stata la prima traccia di Baker’s Dozen,  una raccolta  di brani che vennero pubblicati a cadenza mensile nel 2022, assieme ad una traccia bonus, per un totale di 13 pezzi. Nel marzo 2022, il gruppo pubblicò le registrazioni digitali e le versioni su CD dei loro Live on the Internet, spettacoli in diretta che furono trasmessi nel 2020 durante la pandemia, e resi disponibili in vinile in occasione del Record Store Day del 2021. 
Il 24 aprile 2024 Robby Staebler, storico fondatore della band, annuncia di aver lasciato la band per dedicarsi ad altri progetti musicali. Qualche ora più tardi, gli ATW annunciano che per il tour estivo il batterista sarà sostituito da Christian Powers, già componente e batterista della band Fortune Child.

## Stile e influenze musicali
Lo stile musicale del gruppo riunisce elementi di vari generi, come, ad esempio, l'hard rock, lo stoner rock, psychedelia, neopsychedelia, blues, folk e southern rock.
Charles Michael Parks Jr, vocalista, bassista e paroliere del gruppo, parla della musica folk internazionale come di una delle loro cifre e influenze preponderanti, citando a tal proposito i Pink Floyd, i Grateful Dead, gli Allman Brothers, i Fleetwood Mac e Roy Buchanan come artisti di cui l'intero gruppo era ammiratore. Stabler conferma, aggiungendo alla lista i Led Zeppelin, Miles Davis, Sun Ra, i Santana, Neil Young e Nick Drake; il chitarrista McLeon soggiunge che Jerry Garcia e i Doors influenzarono la sua infanzia.
Sebbene gli All Them Witches vengono spesso paragonati ai Black Sabbath, Parks dà smentita di ogni apparente legame, soggiungendo che nessun membro del gruppo ascolta la musica dei Black Sabbath. Altri gruppi ai quali gli All Them Witches vengono sovente paragonati sono i Kyuss, i Blue Cheer, i Tool, i Queens of the Stone Age, i Pink Floyd e i Led Zeppelin.

## Formazione

### Membri attuali
- Charles Michael Parks Jr. – basso, voce (2012-)
- Ben McLeod – chitarra, voce (2012-)
- Christian Powers – batteria (2024-)
- Allan Van Cleave – Rhodes piano, tastiera, violino (2012–2018, 2021-)

### Ex membri
- Jonathan Draper – tastiera (2018)
- Robby Staebler - batteria, voce (2012-2024)

## Album

### Album in studio
- 2012 – Our Mother Electricity
- 2013 – Lightning at the Door (riedito nel 2015)
- 2015 – Dying Surfer Meets His Maker
- 2017 – Sleeping Through the War
- 2018 – ATW
- 2020 – Nothing as the Ideal

### Album dal vivo
- 2015 – At the Garage
- 2016 – Live in Brussels
- 2021 – Live on the Internet

### EP
- 2012 – All Them Witches
- 2013 – Extra Pleasant
- 2014 – Effervescent
- 2015 – A Sweet Release
- 2018 – Lost and Found

### Singoli
- 2013 – Ever Present
- 2013 – Born Under a Bad Sign
- 2014 – George "Dubya" Kush
- 2015 – Voodoo Chile
- 2016 – Under Pressure
- 2017 – Go and Seek
- 2019 – 1x1
- 2022 – Blacksnake Blues
- 2022 – Fall Into Place
- 2022 – Silver to Rust
- 2022 – Slow City
- 2022 – Acid Face
- 2022 – Hotel Serein
- 2022 – 6969 Wxl The Cage
- 2022 – Tiger's Pit
- 2022 – Tour Death Song
- 2022 – Holding Your Breath Across the River
- 2022 – Hush, I'm on TV